# Anton Urspruch
Anton Urspruch (Frankfurt del Main, 17 de febrer de 1850 - 11 de gener de 1907) fou un músic alemany.
Feu els estudis de piano amb Raff i Liszt, i després desenvolupà la càtedra d'aquell instrument en el Conservatori Hoch, de la seva ciutat natal on tingué entre altres alumnes distingits l'anglès Frederich Lamond, més tard fou professor en el Conservatori Raff de Berlín.
A més de solista de gran mèrit, fou un distingit compositor, comprenent les seves obres diverses sonates per a piano, variacions, música de cambra, cors i les dues òperes Das Unmöglichste von Allem, estrenada a Karlsruhe el 1897, i Der Sturm, donada a l'escena a Frankfurt el 1888. També va escriure l'obra Der gregorianische Choral, publicada el 1901.